# Аркетт, Дэвид
Дэ́вид Арке́тт (англ. David Arquette; род. 8 сентября 1971, Бентонвилл, Уоррен) — американский актёр, рестлер, продюсер, режиссёр и сценарист.
В качестве актёра он наиболее известен по роли Дьюи Райли в слэшере «Крик», за которую получил премию Teen Choice Award и две премии Blockbuster Entertainment Awards. Как рестлер он больше всего известен по выступлению в World Championship Wrestling (WCW) в 2000 году, где выиграл титул чемпиона мира WCW в тяжёлом весе.

## Ранние годы
Аркетт родился в Бентовилле, штат Виргиния. Он является младшим ребёнком актёра Льюиса Аркетта (1935—2001) и бывшей актрисы, поэтессы и терапевта Бренды Оливии «Марди» Новак (1939—1997). Его братья и сёстры, Розанна, Ричмонд, Патрисия и Алексис, также стали актёрами.

## Карьера в рестлинге

### World Championship Wrestling (2000)
В 2000 году после того как World Championship Wrestling (WCW) выпустили фильм «К бою готовы», где главную роль исполнял Аркетт, его привлекли к сюжетным линиям WCW. Дебют Аркетта в WCW состоялся 12 апреля на шоу Thunder. Вначале шоу он сидел вместе со зрителями, однако потом вышел на ринг и участвовал в стычке с Эриком Бишоффом и его группировкой New Blood. После этого Аркетт вошёл в альянс с Крисом Каньоном и чемпионом WCW Даймондом Далласом Пэйджем. 24 апреля они помогли Аркетту победить Бишоффа в поединке на Monday Nitro. 26 апреля на Thunder, Аркетт принял участие в командном поединке с Пэйджем против Джеффа Джаретта и Эрика Бишоффа. По условию поединка, тот кто удержит соперника станет чемпионом мира в тяжёлом весе WCW. Аркетт смог удержать Бишоффа и стал чемпионом мира в тяжёлом весе WCW.
Во время своего чемпионства Аркетт использовался в основном в качестве комедийного персонажа. В качестве чемпиона он появился только на двух шоу: 1 мая на Nitro и 7 мая на Slamboree. Во время первого шоу был показан ролик, записанный на съёмках фильма Аркетта «3000 миль до Грейсленда», в котором также снимались его жена Кортни Кокс и их коллега Курт Рассел. В ролике Кокс сообщает Расселу, что Аркетт — чемпион мира WCW в тяжелом весе, в результате чего Рассел смеется и уходит, а Аркетт гонится за ним со стальным стулом. Аркетта показали дрожащим от страха и пытающимся сдать чемпионский пояс. Однако он успешно защитил титул против Танка Эббота с помощью Пейджа.
Аркетт удерживал титул в течение 12 дней до шоу Slamboree 7 мая 2000 года, где он защищал титул против Джарретта и Пейджа в матче «Тройная клетка» — том самом матче, который был показан в кульминации фильма «К бою готовы». В конце концов, он предал Пейджа и отдал победу Джарретту. Аркетт в последний раз появился в WCW 13 августа на шоу New Blood Rising, когда вмешался в матч между Баффом Багвеллом и Каньоном.
Аркетт был против идеи стать чемпионом мира WCW в тяжёлом весе, считая, что фанаты будут против того, чтобы титул достался не-рестлеру. Винс Руссо, который в то время был главным сценаристом WCW, настаивал на том, что Аркетт станет чемпионом — это будет хорошо для компании и Аркетт неохотно согласился. Все деньги, заработанные им за время пребывания в WCW, были переданы семьям Оуэна Харта (который погиб в результате несчастного случая), Брайана Пиллмана (который умер от недиагностированного заболевания сердца) и Даррена Дроздова (который получил паралич после несчастного случая на ринге). После того, как World Wrestling Federation приобрела WCW в 2001 году, чемпионство Аркетта было названо главной причиной провала Nitro. Джин Окерланд в интервью 2009 года, посвящённом истории WCW, заявил, что «как только Аркетт выиграл титул, его с таким же успехом можно было выбросить в мусорную корзину» из-за потери того немногого доверия, которое оставалось к тому моменту.

### World Wrestling Federation/World Wrestling Entertainment (2002, 2010)
8 февраля 2002 года Аркетт появился в толпе зрителей во время выпуска WWF SmackDown!, держа плакат с надписью «Бывший чемпион мира WCW». 13 декабря 2010 года Аркетт участвовал в церемонии награждения Слэмми 2010. Этим же вечером он вместе Алексом Райли сражался в матче «Двое против одного» против Рэнди Ортона, однако его команда проиграла. После матча чемпион WWE Миз попытался атаковать вместе с Аркеттом Ортона, однако в конце Рэнди провёл Powerbomb Аркетту, бросив его на стол.

### Возвращение в рестлинг (2018—2019)
В 2018 году во время интервью на «Шоу Венди Уильямс» Аркетт заявил, что 18 лет его троллили в интернете и он хочет, чтобы люди уважали его имя в рестлинге. Для своего возвращения он начал тренироваться с рестлером Питером Авалоном. 15 июля 2018 года Аркетт вернулся в рестлинг, дебютировав в Championship Wrestling from Hollywood (CWFH), где проиграл RJ City.
6 октября 2018 года Аркетт в команде с RJ City победил команду Halal Beefcake (Идрис Абрахам и Джо Коулман) в командном матче на шоу Border City Wrestling в Уинсор, Онтарио, Канада. Это шоу было снято Impact Wrestling для показа в ноябре 2018 года в качестве PPV One Night Only. 16 ноября 2018 года Аркетт сразился с Ником Гейджем в «Матче смерти» на шоу Джоуи Джанелы LA Confidential. Во время матча он получил сильный порез шеи, в результате чего у него началось обильное кровотечение. После матча он отправился в больницу и был прооперирован. Позже Аркетт заявил, что покончил с «Матчами смерти».
23 мая 2019 года Аркетт дебютировал в сериале «Быть элитой», где попытался убедить Ника и Мэтта Джексонов разрешить ему участвовать в «Королевской битве» на шоу AEW Double or Nothing. Ни один из них сначала не узнал его, однако в конце концов они вспомнили о его чемпионстве в WCW, но все равно отказали ему в участии, вместо этого нанеся ему двойной Superkick.
Этот период карьеры Аркетта в рестлинге стал основной для документального фильма «Дэвид Аркетт неуязвим».

## Личная жизнь
12 июня 1999 года Аркетт женился на актрисе Кортни Кокс. Они познакомились на съёмках фильма «Крик» в 1996 году и начали встречаться во время съёмок фильма «Крик 2» в 1997 году. Их дочь, Коко Райли Аркетт, родилась 13 июня 2004 года. В октябре 2010 года Кокс и Аркетт объявили о расставании. В июне 2012 года Аркетт подал на развод, который был завершён в мае 2013 года.
В 2011 году Аркетт начал встречаться с журналисткой Кристиной Макларти. Они обручились в июле 2014 года и поженились 12 апреля 2015 года. У них есть двое сыновей — Чарли Уэст Аркетт (род. 28 апреля 2014) и Огастус Алексис Аркетт (род. 8 марта 2017).
Аркетт является совладельцем Bootsy Bellows, эксклюзивного ночного клуба в Лос-Анджелесе. Он также является сертифицированным инструктором Боба Росса.

## Избранная фильмография
| Год       |    | Русское название                 | Оригинальное название                       | Роль                  |
| --------- | -- | -------------------------------- | ------------------------------------------- | --------------------- |
| 1992      | ф  | Плыви по течению                 | Where The Day Takes You                     | Роб                   |
| 1992      | ф  | Баффи — истребительница вампиров | Buffy the Vampire Slayer                    | Бенни                 |
| 1992      | с  | Блоссом                          | Blossom                                     | Дэвид Слекмейр        |
| 1992      | с  | Беверли-Хиллз, 90210             | Beverly Hills, 90210                        | Деннис «Дизель» Стоун |
| 1994      | ф  | Ящик смерти                      | The Killing Box                             | Мерфи                 |
| 1994      | ф  | Цветок у дороги                  | The Road Killers                            | Бобби                 |
| 1994      | с  | Мятежное шоссе                   | Rebel Highway                               | Дьюд Делани           |
| 1994      | тф | Гонщики                          | Roadracers                                  | Дьюд Делани           |
| 1994      | ф  | Пустоголовые                     | Airheads                                    | Картер                |
| 1995      | ф  | Время падения                    | Fall Time                                   | Дэвид                 |
| 1995      | ф  | Дикий Билл                       | Wild Bill                                   | Джек Маккол           |
| 1996      | ф  | Красивые девушки                 | Beautiful Girls                             | Бобби Конуэй          |
| 1996      | с  | Прогулка мертвеца                | Dead Man’s Walk                             | Огастас Маккрей       |
| 1996      | с  | Друзья                           | Friends                                     | Малкольм              |
| 1996      | ф  | Крик                             | Scream                                      | Дьюи Райли            |
| 1997      | ф  | Крик 2                           | Scream 2                                    | Дьюи Райли            |
| 1999      | ф  | Людоед                           | Ravenous                                    | рядовой Кливз         |
| 1999      | ф  | Нецелованная                     | Never Been Kissed                           | Роб Геллер            |
| 1999      | ф  | Маппет-шоу из космоса            | Muppets from Space                          | доктор Такер          |
| 2000      | ф  | Крик 3                           | Scream 3                                    | Дьюи Райли            |
| 2000      | ф  | К бою готовы                     | Ready to Rumble                             | Горди Боггс           |
| 2001      | ф  | 3000 миль до Грейсленда          | 3000 Miles to Graceland                     | Гас                   |
| 2001      | ф  | Агент по кличке Спот             | See Spot Run                                | Гордон Смит           |
| 2001      | ф  | Серая зона                       | The Grey Zone                               | Хоффман               |
| 2002      | ф  | Атака пауков                     | Eight Legged Freaks                         | Крис Маккормик        |
| 2004      | ф  | Не умирай в одиночку             | Never Die Alone                             | Пол                   |
| 2004      | ф  | Верхом на пуле                   | Riding the Bullet                           | Джордж Стауб          |
| 2005      | ф  | Приключения Шаркбоя и Лавы       | The Adventures of Sharkboy and Lavagirl 3-D | отец Макса            |
| 2006      | ф  | Премия Дарвина                   | The Darwin Awards                           | Харви                 |
| 2008      | с  | Меня зовут Эрл                   | My Name Is Earl                             | Сладкий Джонни        |
| 2008—2009 | с  | Мёртвые до востребования         | Pushing Daisies                             | Рэнди Манн            |
| 2011      | с  | Медиум                           | Medium                                      | Майкл «Лаки» Бенуа    |
| 2011      | ф  | Крик 4                           | Scream 4                                    | Дьюи Райли            |
| 2012      | с  | Город хищниц                     | Cougar Town                                 | Дэниел                |
| 2012—2013 | мс | Трон: Восстание                  | Tron: Uprising                              | Линк                  |
| 2015      | ф  | Антураж                          | Entourage                                   | в роли самого себя    |
| 2015      | ф  | Костяной томагавк                | Bone Tomahawk                               | Первис                |
| 2016—2017 | с  | Отвязный Дайс                    | Dice                                        | в роли самого себя    |
| 2017      | ф  | Его собачье дело                 | Once Upon a Time in Venice                  | Дизель Стоун          |
| 2018      | с  | Калейдоскоп ужасов               | Creepshow                                   | шериф Дек             |
| 2022      | ф  | Крик                             | Scream                                      | Дьюи Райли            |
| 2026      | ф  | Крик 7                           | Scream 7                                    | Дьюи Райли            |

### Компьютерные игры
- 2004 — SSX Tricky — Эдди Вачовски
- 2004 — ESPN NFL 2K5 — камео
- 2022 — The Quarry — Крис Хэкетт

## Титулы и достижения
- Pro Wrestling Illustrated
  - № 453 в топ 500 рестлеров в рейтинге PWI 500 в 2019
- World Championship Wrestling
  - Чемпион мира в тяжелом весе WCW (1 раз)[28]
- Wrestling Observer Newsletter
  - Самая отвратительная тактика (2000) Выигрыш титула чемпиона WCW в тяжелом весе